# Wyeomyia hirsuta
Wyeomyia hirsuta är en tvåvingeart som först beskrevs av Hill 1946.  Wyeomyia hirsuta ingår i släktet Wyeomyia och familjen stickmyggor.
Artens utbredningsområde är Jamaica. Inga underarter finns listade i Catalogue of Life.